# Orde van Verdienste van de Republiek Polen
De Orde van Verdienste van de Republiek Polen is een Poolse ridderorde met vijf graden.

## Geschiedenis
In Polen bestond tot 1974 een voor buitenlanders en diplomaten bestemde
Orde van Verdienste van de Volksrepubliek Polen. Deze orde moest de in 1920 gestichte Orde van de Witte Adelaar vervangen.
In 1990, na de val van het communisme keerde de in Londen residerende Poolse president in ballingschap, Ryszard Kaczorowski, terug naar Warschau om de symbolen van het presidentsambt van de Tweede Poolse Republiek aan de gekozen president, Lech Wałęsa, over te dragen.
Ook de nieuwe Poolse regering verkoos om de oude Poolse Orde van de Witte Adelaar niet te continueren en geen nieuwe Orde van de Witte Adelaar te stichten. In plaats daarvan kreeg een witte adelaar een plaats op de versierselen van de Orde van Verdienste van de Republiek Polen.
De versierselen werden dus enigszins aangepast en het tot dan toe lichter blauwe lint werd na 1992 donkerder van kleur.

## De graden
- Grootkruis
- Commandeur met Ster
- Commandeur
- Officier (tot 1992 Gouden Decoratie)
- Ridder (tot 1992 Zilveren Decoratie)

De Poolse president is Grootmeester van de orde. De orde wordt op 3 mei en 11 november verleend. Het aantal dragers is beperkt.

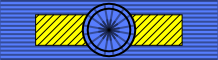
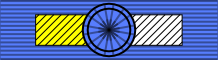
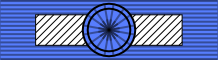
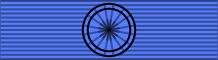
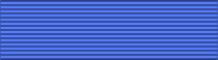
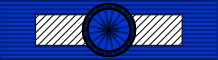
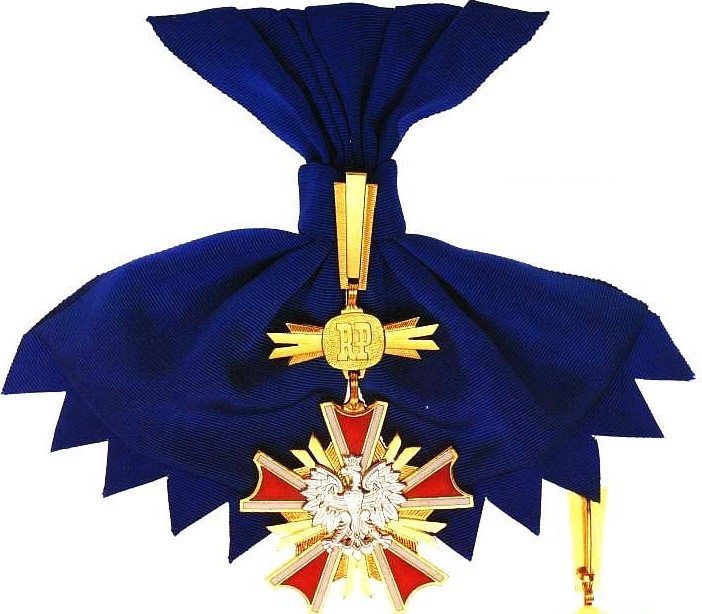
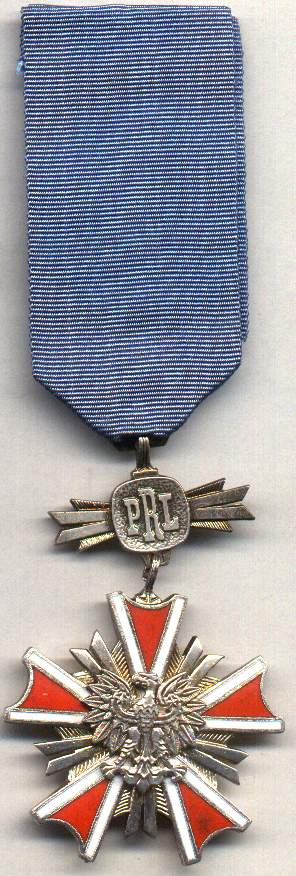
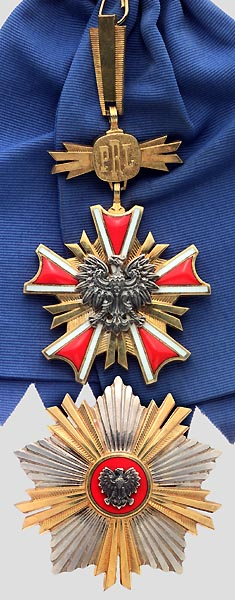
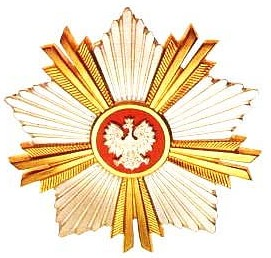